# Giovanni Gualtieri
Giovanni Gualtieri (Arezzo, 1560 – Roma, 25 maggio 1619) è stato un vescovo cattolico italiano.

## Biografia
Nato ad Arezzo, compie studi letterari e, nel 1615, consegue la laurea in diritto a Perugia. Canonico della cattedrale della propria città, è successivamente vicario generale dei vescovi di Orvieto, Parma e Perugia e auditore del vescovo di Vicenza.
Il 4 dicembre 1615 è eletto vescovo di Sansepolcro e compie l'ingresso in diocesi il 17 gennaio 1616.
Non più giovanissimo, il 20 gennaio indice la visita pastorale, che avvia il 1º febbraio 1616 e porta avanti personalmente fino all'8 dicembre 1618, affidandone poi il compimento a due convisitatori. Istituisce in città la scuola di dottrina cristiana nelle quattro chiese parrocchiali, cioè la cattedrale e la pieve di Santa Maria per i fanciulli, le fanciulle e gli adulti nella parte di ponente (rioni di Santa Caterina e San Bartolomeo), le chiese di San Niccolò e di San Giovanni Battista per la parte di levante (rioni di San Niccolò e Sant'Antonio). In queste chiese ogni domenica, dopo l’ora nona, si terrà l'insegnamento della dottrina cristiana a cura dei parroci.
L'8 giugno 1617 iniziano a Sansepolcro i lavori per la costruzione di un nuovo monastero di Cappuccine, secondo un progetto esaminato dal vescovo Gualtieri l'anno precedente.
Collezionista di opere d'arte, a lui appartenne il tondo raffigurante la Natività di Nostro Signore conservato presso il Palazzo Vescovile di Sansepolcro.
Muore a Roma il 5 maggio 1619 ed è sepolto nella chiesa di San Carlo ai Catinari nell'Urbe.

## Genealogia episcopale
La genealogia episcopale è:
- Cardinale Juan Pardo de Tavera
- Cardinale Antoine Perrenot de Granvelle
- Cardinale Francisco Pacheco de Villena
- Papa Leone XI
- Cardinale Metello Bichi
- Vescovo Giovanni Gualtieri